# استان ویلکاس اوئامان
استان ویلکاس اوئامان (به اسپانیایی: Provincia de Vilcashuamán) یک استان در پرو است که در منطقه آیاکوچو واقع شده‌است. استان ویلکاس اوئامان ۱٬۱۷۸٫۱۶ کیلومتر مربع مساحت و ۳۳٬۶۶۱ نفر جمعیت دارد و ۳٬۴۷۰ متر بالاتر از سطح دریا واقع شده‌است.